# In situ
'in situ'（イン・サイチュ）とは、ラテン語で「その位置において」という意味であり、種々の学問分野で「その場」という意味で用いられている。

## 学問分野ごとの使い方

### 分子生物学
分子生物学などでは、実験において「生体内の本来の場所での」という意味で用いられる。in vivo も生体内であるが、in vitro が「試験管などで培養された細胞内」での実験を指すことがあるのに対し、in situ は「その細胞が由来する生物個体内の本来あるべき場所」での実験を意味する。その細胞の位置が重要であったり、細胞がその周囲からの影響を受けているような場合に、このような条件での実験が必要となる。

### 医学
医学では、その臓器内に留まる、周辺組織に浸潤していない病変を指す。「carcinoma in situ」（早期の非浸潤癌）などといった表現に用いられる。

### 半導体工学
半導体プロセスなどの分野では、実際のプロセスが起こっている場所・時間を意味し、in situ 計測を 「その場計測」と言う場合もある。これに似た用例として、固体触媒研究の分野では、反応が触媒表面で起こるため、反応中の触媒表面を観測する手法に対して、例えば in situ 測定を「その場測定」、in situ 研究を「その場研究」などと訳す場合がある。

### 野外観測を行う分野
地球科学、土木工学など野外で観測や測定あるいは採集を行う分野では、現場にある状態、あるいは現場で実際に観測や測定を行うことを in situ と呼ぶ。「実験室内・収蔵庫内」「遠隔探査（リモートセンシング）」「計算上・理論上」などに対立する概念である。

### 言語学
言語学では、日本語のように疑問詞を移動しない疑問文を in situ 疑問文または wh-in-situ と呼ぶ。

### 化学・化学工学
化学では、in situは「反応混合物中において」という意味で使われる。
様々な状況で、様々な過程により中間化学種がin situ合成される。その理由は中間化学種が不安定で単離することができない場合もあれば、単に便利だからという場合もある。前者の理由でin situ合成される中間化学種の例としては、コーリー・チャイコフスキー試薬やアドレノクロムが挙げられる。
医用生体工学では、in situ重合法により作られるタンパク質ナノゲルが治療用タンパク質を格納・放出するための多様なプラットフォームとして用いられ、ガン治療、ワクチン接種、診断、再生医療、機能喪失型遺伝子疾患の治療など広範に応用されている。
化学工学では、たとえば劣化した触媒をプラントから取り出すことなくその場で(in situ)再生するなど、プラント内で「その場で行われる操作・手順」を意味することが多い。

## 発音
英語での発音には主に以下の5つがある。
- イン・サイトゥ /ɪnˈsaɪtu/
- イン・サイテュ /ɪnˈsaɪtju/
- イン・サイチュ /ɪnˈsaɪʧu/
- イン・スィトゥ /ɪnˈsitu/
- イン・スィチュ /ɪnˈsiʧu/

また、ラテン語での発音は「イン・スィトゥ」だが、日本語では英語読みに近い「イン・サイチュ」と読むことが多い。